# السكان البيض في ساحل العاج
الإيفواريون البيض هم أولئك الذين ولدوا أو يقيمون في ساحل العاج، والذين ينحدرون من الأوروبيين. كان هناك مجتمع فرنسي صغير ولكنه بارز في ساحل العاج حتى عام 2002، عندما أدى الانقلاب الفاشل والحرب الأهلية إلى أعمال شغب مناهضة للفرنسيين.  من بين 20 ألفًا كانوا يعيشون في البلاد في بداية الصراع، بقي 15 ألفًا فقط بحلول عام 2004. 

## الرسم البياني للسكان
| عام  | السكان البيض | ٪ من السكان |
| ---- | ------------ | ----------- |
| 1960 | 30000        | 009٪.       |
| 1980 | 60000        | 007٪.       |
| 2002 | 20000        | 001٪.       |
| 2004 | 15000        | 0009٪.      |